# Ernst von Bülow
Pour les articles homonymes, voir Bülow (homonymie).
Ernst Friedrich Wilhelm baron von Bülow (né le 1er mai 1842 à Stade et mort le 9 mai 1901 à Bad Ems) est un lieutenant général prussien.

## Biographie

### Origine
Il est le fils d'Ernst baron von Bülow (né le 6 mai 1801 et mort le 2 septembre 1861) de la branche de Plüskow (de) et de sa femme Ernestine, née von Frese (de) (née le 22 octobre 1803 et morte le 22 janvier 1866). Son père est sénéchal de la principauté de Calenberg.

### Carrière militaire
Après avoir été élevé dans la maison de ses parents, Bülow étudie au lycée de sa ville natale et dans le corps de cadets de Hanovre. Il est ensuite affecté le 21 septembre 1859 au régiment de la Garde de l'armée hanovrienne (de). À partir de 16 octobre 1864, il étudie avec des interruptions à l'académie militaire d'Hanovre (de) avec des interruptions. À l'occasion de la guerre contre la Prusse, Bülow prend le commandement des tireurs d'élite du 1er bataillon et participe à la bataille de Langensalza.
Après la guerre perdue et l'annexion (de) du royaume de Hanovre, Bülow est Mars 1867 comme premier lieutenant dans le 8e régiment de grenadiers du Corps de l'armée prussienne. Avec cette unité, il participe à la guerre contre la France en 1870/71 et combat à Forbach-Spicheren, Mars-la-Tour et Saint-Privat. Lors du siège de Metz, Bülow est promu capitaine le 22 octobre 1870 et nommé chef de la 3e compagnie. Il la dirige lors des batailles de Beaune-la-Rolande, Orléans et Le Mans. Pour ses réalisations, Bülow reçoit les deux classes de la croix de fer.
Après la paix de Francfort, il est transféré le 21 novembre 1871 dans le 2e régiment à pied de la Garde à Berlin. Bülow y est promu major le 18 septembre 1880 et, en tant que tel, il est nommé officier d'état-major le 18 octobre 1881 et commandant du 1er bataillon le 15 novembre 1883. Chargé des fonctions d'officier d'état-major, c'est-à-dire d'adjoint au commandant du régiment, il est muté le 1er septembre 1887 au 1er régiment à pied de la Garde à Potsdam. Avec sa promotion au grade de lieutenant-colonel, Bülow est nommé à ce poste le 17 septembre 1887. Le 27 janvier 1890, de retour à Berlin, il est chargé de diriger le 1er régiment de grenadiers de la Garde. En tant que colonel, Bülow commande cette unité du 24 mars 1890 au 17 avril 1893. Ensuite, il est chargé du commandement de la 1re brigade d'infanterie de la Garde, avec position à la suite du régiment et tout en étant chargé des affaires de la Kommandantur de Potsdam. Avec la promotion au grade de général de division et tout en restant chargé des affaires du commandement de Potsdam, Bülow est nommé commandant de brigade le 17 juin 1893. À partir du 27 janvier 1897, il est commandé pour remplacer le commandant de la 29e division d'infanterie à Fribourg-en-Brisgau. Promu dans cette position au grade de général-lieutenant le 22 mars 1897, Bülow commande cette grande unité du 17 avril au 31 août 1897. Il est ensuite affecté au commandement de la 1re division de la Garde. Le 27 janvier 1900, Bülow est muté à Münster, d'abord chargé de la direction du 7e corps d'armée, puis finalement nommé général commandant le 22 juillet 1900. À l'occasion de la fête de l'Ordre en 1901, il reçoit l'ordre de l'Aigle rouge de première classe avec feuilles de chêne. Bülow décède de manière inattendue à Bad Ems. À l'occasion de son décès, Guillaume II décrète le 11 mai 1901 que tous les officiers du 7e corps d'armée doivent observer un deuil de trois jours.

### Famille
Bülow se marie le 5 mai 1869 au château d'Hinta (de) avec Hedwig von Frese (de) (née le 8 janvier 1847 et morte le 22 février 1918). Le couple a les enfants suivants :
- Ernest (né et mort en 1872)
- Cuno (1874-1879)
- Leopold (1876-1879)
- Théda (née le 7 novembre 1878 et morte le 19 février 1954) mariée en 1910 avec Carl Rudolf Friedrich Victor von Frese (né le 2 septembre 1861 et mort le 17 avril 1942)
- Hedwige Marie Natalie Emmy (née le 3 juillet 1880), religieuse à l'abbaye de Malchow (de)
- Ursula Erna Marie (née le 20 novembre 1886), religieuse à l'abbaye de Ribnitz